# 朱宸濠
朱 宸濠（しゅ しんごう、? - 正徳15年11月29日（1521年1月12日））は、明の宗室。朱元璋の第17子の寧献王朱権の5世孫で、寧康王朱覲鈞の子。寧王の乱を起こし、皇位を簒奪しようとするも贛南巡撫の王守仁（王陽明）に敗れて、処刑された。

## 生涯
弘治7年（1494年）10月に寧王を継ぎ、南昌に封じられた。
朱宸濠の祖先の朱権は、靖難の変において燕王（後の永楽帝）に協力し、成功の暁には燕王と国土を分割する約束を結んでいたとされるが、燕王は即位後にこれを反故にし、朱権を改めて南昌に封じて監視を加えた。子孫の朱宸濠はこのことに大いに不満を抱いていたという。
朱宸濠は気宇壮大で朝廷に対する放言も多く、妻の婁妃が幾度も諌めたが聞き入れられなかった。正徳12年（1517年）3月より佛郎機銃を密造し、正徳14年6月14日（1519年7月28日）に南昌で挙兵した。6万と称する軍を九江の下流に沿って進ませ、南京を攻略しようと目論んだが、贛南巡撫、右僉都御史の王守仁と吉安知府の伍文定らによって、35日間で鎮圧され、王守仁の捕虜となった。
しかし、親征を好んだ正徳帝の側近である嬖幸の提言により、捕えられた朱宸濠を鄱陽湖の裏手でわざと解放させ、親征中の皇帝の指揮によって改めて生け捕りにし、皇帝の威信を示そうという茶番に利用された。
こうして、朱宸濠は宦官の張永に引き渡され、正徳帝の軍と共に北京近郊の通州に連行後、その地で処刑され、遺骸は焼き捨てられた。
彼には4人の子がいたが、そのうち3人は父の後を追って入水自殺をした。唯一生き残った子は平民に落とされて「朱学」と名乗られた挙句に、朝廷によって終身禁錮を受けたと伝わる。